# Checker

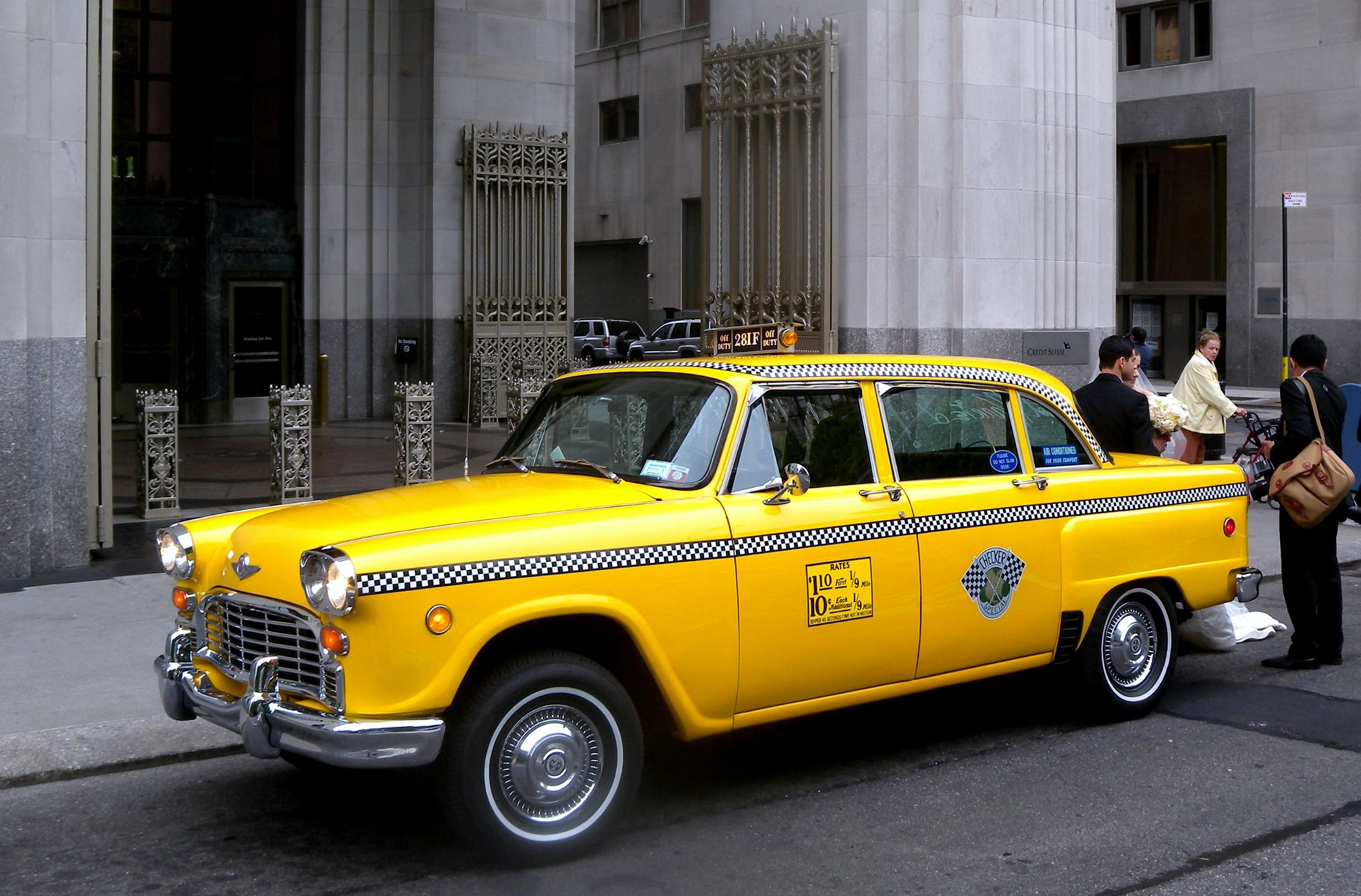
Newyorský žlutý taxík značky Checker

Logo výrobce

Checker je americká značka automobilů, vyráběná firmou Checker Motors Corporation v Kalamazoo (stát Michigan). Nejznámějšími modely jsou sedany Checker Superba (1960) a Checker Marathon (1962), které se uplatnily jako vozy taxislužby v amerických velkoměstech.
Výrobu těchto vozů zahájil roku 1922 Morris Markin, který je dodával chicagské společnosti Checker Taxi (pojmenované podle šachovnicového vzoru na svých vozech). Checkery se prosadily v městském provozu díky spolehlivosti a robustní konstrukci, nízkým nákladům na údržbu, dostatku pohodlí pro pasažéry a velkému zavazadlovému prostoru. Jedním ze symbolů New Yorku se od šedesátých let staly taxíky Checker ve žluté barvě, která se používala pro snadné odlišení od dopravců bez oficiální licence. Tyto vozy se objevily ve filmech Taxikář a Útěk z New Yorku, poměry v továrně v Kalamazoo popisuje film Modré límečky.
Řada Checkerů jezdí v ulicích dosud, i když jejich výroba byla ukončena v roce 1982. Checker Motors Corporation nadále vyráběla pouze náhradní díly pro větší automobilky, v roce 2010 ukončila činnost úplně.